# Satanta (Kansas)
Satanta é uma cidade localizada no estado americano de Kansas, no Condado de Haskell.

## Demografia
Segundo o censo americano de 2000, a sua população era de 1239 habitantes.
Em 2006, foi estimada uma população de 1161, um decréscimo de 78 (-6.3%).

## Geografia
De acordo com o United States Census Bureau tem uma área de
1,2 km², dos quais 1,2 km² cobertos por terra e 0,0 km² cobertos por água.

## Localidades na vizinhança
O diagrama seguinte representa as localidades num raio de 36 km ao redor de Satanta.